# 熊野神社 (匝瑳市)
熊野神社（くまのじんじゃ）は、千葉県匝瑳市宮本（下総国匝瑳郡）にある神社。旧社格は村社。宮本の権現様として知られる。

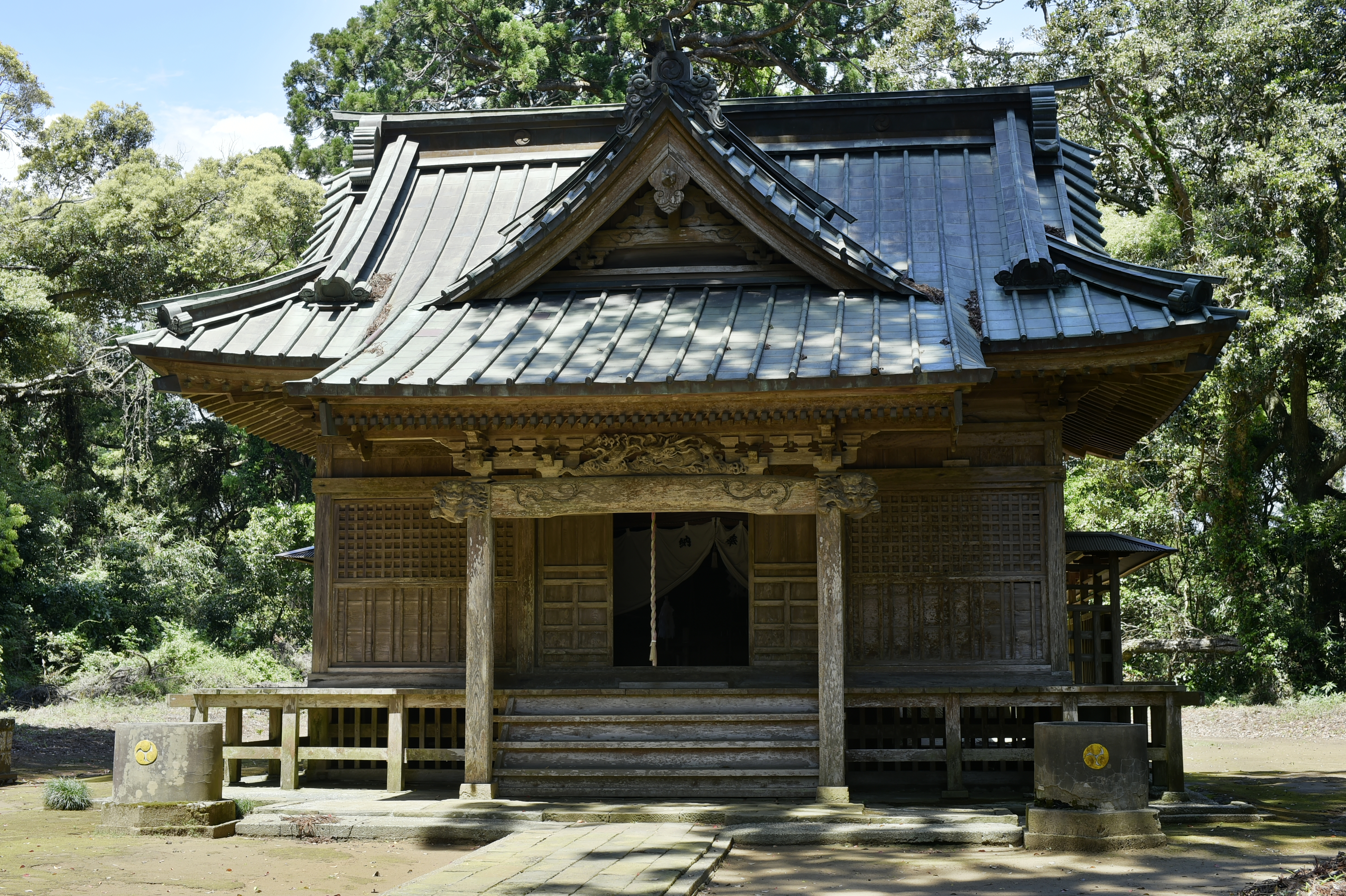
熊野神社の拝殿

伊弉册命・速玉男命・事解男命を祀る。

## 歴史
大同年間（806年-810年）の創祀と伝えられる。1200年頃から1500年頃まで匝瑳南条荘十二郷の総鎮守とされた。
境内に建ち並ぶ、本殿（銅板葺神明造）、幣殿（銅板葺神明造）、拝殿（銅板葺権現造）は、元久2年(1205年)に造営再興され、以後は地頭の椎名氏らにより修理造営されている。
1912年（明治45年）に宮本村の人が書き写した由緒によると、江戸時代には宮本村だけの鎮守となって鈴木姓の神職が管理していたが、1700年頃にはその家系も絶えてしまったという。また、1651年（慶安4年）に本殿は再建されたとしている。
もとは三社権現・若一王子社とも呼ばれていたが、明治2年(1869年)に「熊野神社」と改号、明治45年（1912年）村社に列した。
いつ始まったかは定かでないが安産信仰でも知られている。

## 文化財
- 梵鐘（文和二年在銘）1口・附和鏡1面・陶器1口（千葉県指定有形文化財 昭和33年4月23日指定）
梵鐘は、総高95センチメートル、口径56センチメートルで、3段組で鋳上げられており、乳は4段4列、上帯、下帯とも素文である[2]。池の間三区に渡って銘文が刻まれている[2]。
昭和17年（1942年）に境内にあった松の老樹が枯死し、その根株下から常滑器の壺と松草散文鏡（壺のふたにされていた）が発見され、社宝の文和2年（1353年）在銘の梵鐘とともに、千葉県の有形文化財に指定されている。